# Keith Raniere
Keith Allen Raniere, aussi connu sous le pseudonyme de « Vanguard »,, est un criminel américain né le 26 août 1960 à New York. Il est un des cofondateurs de la secte NXIVM, un organisme de vente en réseau par cooptation proposant des séminaires de développement personnel et basé à Albany, New York. Raniere est arrêté le 26 mars 2018 au Mexique par la police fédérale mexicaine. Il est ensuite extradé vers les États-Unis où il est condamné en 2020 à 120 ans de prison et une amende de 1,75 million de dollars.

## Biographie

### Jeunesse et formation
Keith Raniere est né le 26 août 1960 à Brooklyn, New York,. Il est le fils unique de James Raniere, un publicitaire, et Vera Oschypko, professeur de danse de salon. En 1967, sa famille déménage à Suffern, dans le comté de Rockland, où il passe le reste de son enfance. Les parents de Raniere se séparent lorsqu'il a huit ans,,.
Il commence sa scolarité dans un établissement public de Suffern avant de rejoindre la Rockland Country Day School, une école privée. Il y obtient son diplôme en juin 1978, à l'âge de 17 ans, deux mois avant son dix-huitième anniversaire. Des anciens camarades de classe le décrivent comme un élève intelligent, solitaire et manipulateur,,.
Il poursuit ses études à l'Institut polytechnique Rensselaer (RPI) à Troy, New York, où il obtient son diplôme en 1982 avec une moyenne générale de 2,26 sur 4,0 et une spécialisation en mathématiques, biologie et physique,,,.
En 1984, alors âgé de 24 ans, Raniere entretient des relations amoureuses avec de jeunes filles mineures rencontrées dans la troupe de théâtre de l'Institut. C'est le cas de Gina Melita, qui le quitte après s'être rendue compte, « même à 15 ans » dit-elle, que Raniere ne se souciait pas d'elle,. Gina Hutchinson, âgée de 14 ans quand ils se rencontrent, est aussi rapidement victime de l'emprise et des abus de Raniere,,.
Après ses études, il travaille comme programmeur informatique pour la Division des libérations conditionnelles de l'État de New York,.
En juin 1988, le Times Union publie un portrait de Keith Raniere, soulignant son appartenance à la Mega Society de Ronald K. Hoeflin après avoir obtenu un score élevé au test d'entrée,. Il aurait répondu correctement à quarante-six des quarante-huit questions, ce qui « représente une performance du niveau d’une personne sur 10 000 000 » selon la mention dédiée, reprise par l'édition australienne du Livre Guinness des records en 1989,,,. Bien que ce test ait été largement critiqué pour son absence de surveillance et de contrôle, cette reconnaissance renforce les prétentions intellectuelles de Raniere, qu'il utilisera par la suite pour recruter des adeptes,.
Dans les années 1980, Raniere, fasciné par l'importance des réseaux et la programmation neurolinguistique, s'implique dans la société de marketing relationnel Amway,.

### Création et échec de Consumers' Buyline
En 1990, Keith Raniere crée Consumers' Buyline Inc. (CBI), une entreprise de vente multiniveau proposant des réductions en échange d'une cotisation, et des commissions pour le recrutement de nouveaux clients,,. Raniere parcourt le pays en utilisant sa réputation pour attirer l'attention du public, se targuant d'avoir su appliquer ses modèles mathématiques à la gestion de son entreprise,,. Il affirme que CBI a vendu pour près d'un milliard de biens et services en un peu moins de deux ans, valorisant sa fortune personnelle à 50 millions de dollars,. Pourtant, selon les témoignages d'anciens employés, Raniere ne se présente au travail que tard dans la soirée, après avoir dormi toute la journée,.
En avril 1991, lors d'une réunion de présentation de Consumers' Buyline, Raniere rencontre Toni Natalie, qui devient rapidement l'une des meilleures vendeuses de l'entreprise,,. Séduite par sa réputation, elle lui confie de nombreux détails sur sa vie privée, que Raniere utilise pour renforcer son influence. Moins d'un an après leur rencontre, elle déménage avec son fils à Clifton Park, précépitant l'effondrement de son mariage, et entame avec Raniere une relation qui va durer huit ans,. 
La stratégie commerciale de CBI est rapidement qualifiée de vente pyramidale par les autorités de régulation, qui ouvrent des enquêtes dans une vingtaine d'États,. En 1996, Consumers’ Buyline conclut des accords avant de cesser ses activités, à la suite d’une plainte du procureur général de New York allèguant que l’entreprise est « vouée à s’effondrer » comme tout système pyramidal. Keith Raniere signe un accord judiciaire dans lequel il s'engage à régler une amende de 40 000 dollars et à ne plus « promouvoir, offrir ou accorder de participation à un système de distribution en chaîne », sans toutefois reconnaître de faute,,. 
Après la fermeture de Consumers’ Buyline, plusieurs femmes ayant travaillé pour l'entreprise, dont Karen Unterreiner, Pamela Cafritz, Barbara Jeske et Kristin Keeffe, restent proches de Raniere. Elles jouent un rôle clé dans le développement de ses projets ultérieurs, notamment en apportant un soutien logistique et financier,. 

### Rencontre avec Nancy Salzman et fondation de NXIVM
En 1997, Keith Raniere et Toni Natalie lancent National Health Network (NHN), une société spécialisée dans la vente multiniveau de vitamines,. En parallèle, ils ouvrent ensemble un restaurant végétarien à Saratoga Springs (New York), dont Toni Natalie assume seule la propriété, apposant sa signature sur tous les documents légaux,.
La même année, Keith Raniere fait la connaissance de Nancy Salzman, une infirmière formée à la programmation neurolinguistique (PNL) et à l'hypnose,,. Leur collaboration aboutit à la création d’Executive Success Programs (ESP) en juillet 1998, une structure proposant des séminaires de développement personnel pour une clientèle aisée,,. Cette rencontre marque un tournant dans la carrière de Raniere après l'échec de Consumers’ Buyline. Son partenariat avec Nancy Salzman permet à ESP de se présenter comme une entreprise légitime de coaching,.
Dès 1998, son fonctionnement rappelle celui de CBI, avec des membres recrutant d'autres membres et la présentation tardive de Raniere, restant hors de portée, au sommet de la pyramide. Nancy Sazlman participe à l’élaboration des modules de formation et à la gestion des membres de l'organisation, renommée NXVM en 2002,. Elle se fait appeler « Prefect » (« Préfète ») par les étudiants, tandis que Keith Raniere exige d'être appelé « Vanguard » (« Avant-garde »), en référence à un jeu vidéo d'arcade de 1981 dans lequel « détruire des ennemis permet d’augmenter le niveau de puissance du joueur »,,,.
Une partie des techniques de NXIVM repose sur les enseignements d'Ayn Rand, un des auteurs préférés de Raniere,,, et sur l'ouvrage The Second Foundation d'Isaac Asimov,.

### Endoctrinement de nouvelles adeptes
En 2002, Raniere et Salzman recrutent les héritières de la famille Bronfman. Sara Bronfman, âgée de 25 ans, rejoint NXIVM la première, suivie par sa sœur Clare. Leur père, Edgar M. Bronfman Sr., participe brièvement aux formations un an plus tard, mais s'en détourne rapidement. Il qualifie même NXIVM de « secte » dans une enquête du magazine Forbes publiée en octobre 2003,.
Malgré cela, les sœurs Bronfman dépensent près de 150 millions de dollars, notamment pour financer des procédures judiciaires visant à réduire au silence les critiques de Keith Raniere,,. De 2005 à 2007, Raniere, opérant par l'intermédiaire d'une société enregistrée au nom de Nancy Salzman, accumule des dizaines de millions de dollars de perte en spéculant sur les marchés des matières premières. Selon le témoignage de Barbara Bouchey, environ 65,6 millions de dollars appartenant à la fortune familiale de Sara et Clare Bronfman sont utilisés pour couvrrir ses pertes financières,.
En 2006, l’actrice Allison Mack, connue pour son rôle dans la série télévisée Smallville, assiste à un séminaire de deux jours à Vancouver, où NXIVM a ouvert une antenne en 2009. Recrutée pour son influence, elle rencontre Raniere à Albany et s’implique rapidement dans le recrutement de nouveaux membres,.

### Années 2000 (suite)
Face aux accusations de dérives sectaires, le conseil d’administration de NXIVM organise en 2009 une visite du Dalaï-lama à Albany, dépensant environ 1 million de dollars à cette fin,,. Le guide spirituel rencontre Keith Raniere et signe la préface de son livre, Le Sphinx et Thelxiepeia. En 2017, il est révélé que Sara Bronfman a entretenu une relation avec Lama Tenzin Dhonden, l'émissaire ayant facilité cette visite. Ce dernier, accusé d’avoir rompu son vœu de célibat, est ensuite écarté de ses fonctions,,.

## Parcours criminel

### Premières victimes
En février 2012, le Times Union rapporte plusieurs témoignages d’abus sexuels et psychologiques commis par Keith Raniere dans les années 1980 et 1990. Gina Melita, séduite puis violée par Raniere à l'âge de 15 ans, en 1984, se souvient lui avoir présenté une autre lycéenne pendant leur relation de quatre mois,.
Gina Hutchinson, âgée de 14 ans, tombe rapidement sous son emprise. Sa sœur aînée, Heidi Hutchinson, découvre cette relation abusive lors des vacances de fin d'année 1984,,. De retour de l'université, elle confronte Raniere, qui répond que « l'âme de sa sœur est beaucoup plus âgée que son âge biologique ». Prétextant voir en elle « une déesse bouddhiste », il persuade Gina Hutchinson d'abandonner l'école et de suivre ses cours particuliers,. Le 11 octobre 2002, son corps est retrouvé sans vie sur le terrain du monastère bouddhiste Karma Triyana Dharmachakra, à Woodstock (New York). Sa mort est officiellement classée comme un suicide, mais des doutes subsistent quant à l'implication présumée de Keith Raniere,,.
Une autre femme, restée anonyme, raconte avoir été victime de Raniere en 1990, à l'âge de 12 ans, alors qu'il en avait presque 30 et dirigeait l’entreprise où travaillait sa mère. Après lui avoir proposé des cours de latin et d’algèbre, il l’emmène dans la maison qu’il partage avec ses compagnes et engage avec elle une relation sexuelle. Selon son témoignage, ces abus se répètent sur plusieurs mois, affectant son état émotionnel,. En 1993, elle dépose plainte auprès de la police de l’État de New York. Faute de preuves matérielles et refusant de porter un micro pour piéger Raniere, seule possibilité envisagée par les enquêteurs, elle est contrainte de renoncer aux poursuites. Sa mère conserve une copie de sa plainte. 
Après leur séparation, en avril 1999, Toni Natalie est confrontée à une série de poursuites judiciaires intentées par Raniere et ses associés, visant à la discréditer et à l'intimider. Elle est accusée d'avoir falsifié des documents en lien avec la faillite de son restaurant végétarien et sa faillite personnelle, contestée par les avocats de NXIVM pendant huit ans et quatre mois,.  
En 2003, le juge fédéral Robert Littlefield écrit : « Cette affaire ressemble à une tentative de vengeance ou de représailles d'un homme rejeté contre son ancienne petite amie, avec de nombreuses tentatives pour la faire trébucher »,,. Toni Natalie est aussi harcelée par les proches de Raniere pendant plusieurs semaines,. En août 2011, elle dépose des documents devant un tribunal fédéral alléguant qu'elle a été violée à plusieurs reprises par Raniere durant leur relation,.  

### Disparition suspecte
En novembre 2002, Kristin Snyder, consultante en environnement à Anchorage, Alaska, participe à une premier séminaire intensif de seize jours organisé par Nancy Salzman. Selon les témoignages rapportés par la presse, elle suit alors les interventions filmées de Salzman et de Keith Raniere, diffusées durant la formation.
En janvier 2003, elle se rend à Halfmoon pour rencontrer les dirigeants de NXIVM. De retour à Anchorage, malgré les réticences exprimées par sa compagne et ses parents, elle s’inscrit à un nouveau séminaire de seize jours. 
Le 6 février 2003, au dixième jour de cours, elle doit quitter la session à cause de son agitation. Elle est conduite à un hôtel par des cadres de l’organisation, qui auraient refusé qu’une prise en charge médicale soit organisée,. Kristin Snyder est vue pour la dernière fois dans la soirée, quittant l’hôtel. Deux jours plus tard, son véhicule est retrouvé abandonné sur un terrain de camping à Seward (Alaska),,. À l'intérieur, les policiers trouvent un cahier contenant une note qui lui est attribuée : 

### Daniela et Camila
En 2002, Daniela, une jeune Mexicaine âgée de 15 ans et originaire de Monterrey, suit pour la première fois un séminaire de NXIVM dans un des centres internationaux de l'organisation. Elle est rapidement invitée aux États-Unis pour participer aux activités de l'organisation et effectuer des tâches informatiques. En 2003, Marianna, sa sœur aînée, rejoint également le cercle restreint de Keith Raniere. Les deux sœurs deviennent des partenaires sexuelles régulières de Raniere. 
En 2003-2004, leur plus jeune des sœurs, Camila, s'installe dans l'une des résidences de la communauté,. Elle subit des abus sexuels de la part de Raniere dès l'âge de 15 ans,,. 
En mars 2010, Daniela est enfermée dans une chambre par sa famille pendant près de deux ans, sur ordre de Keith Raniere, qui a découvert qu’elle éprouvait des sentiments pour un autre membre de la communauté. Elle parvient finalement à s'échapper, avant d'être reconduite à la frontière entre les États-Unis et le Mexique par son père,,.

### Affaire NXIVM
Entre 1998 et 2018, NXIVM se présente comme une organisation de développement personnel, attirant des personnalités influentes grâce à ses séminaires,. À partir de 2009, d’anciens membres commencent à dénoncer des abus sexuels et des pratiques coercitives imputées à Keith Raniere et à son entourage,.

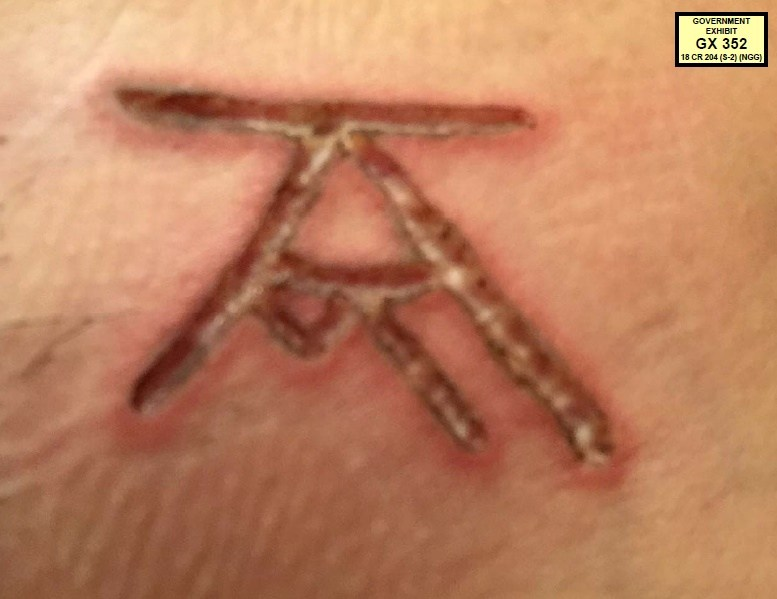
Photographie de la marque au fer rouge réunissant les initiales de Keith Raniere.

En octobre 2017, une enquête du New York Times révèle l’existence d’un groupe secret, DOS (Dominus Obsequious Sororium en latin) créé en 2015. Les femmes intégrées à ce groupe sont marquées au fer avec un symbole représentant les initiales de Keith Raniere, sans en être informées. Elles sont également contraintes de fournir des documents compromettants (photos, informations personnelles, droits sur des biens personnels) pour garantir leur silence et leur obéissance,,. 
Ces révélations s’appuient notamment sur le témoignage de Sarah Edmondson, une ancienne membre de la secte, et mettent en cause plusieurs proches de Raniere pour leur implication, dont Nancy Salzman, sa fille Lauren Salzman, l'actrice Allison Mack et le médecin Brandon Porter,.

### Arrestation
Dès la parution des informations sur le DOS en octobre 2017, l'étau se resserre autour du gourou présumé, contraint de s'enfuir au Mexique avec d'autres membres de la secte. L'énorme impact médiatique de ces révélations mène à des arrestations quelques mois plus tard, dont celle de Keith Raniere le 26 mars 2018 dans la station balnéaire Puerto Vallarta,.
Le procureur Richard P. Donoghue déclare que « Keith Raniere a créé une société secrète de femmes avec lesquelles il a eu des relations sexuelles et qu'il a marquées de ses initiales, en les contraignant par la menace de divulguer leurs informations hautement personnelles et de s'emparer de leurs actifs »,. L’acte d’accusation stipule qu’au moins deux femmes ont été contraintes d’avoir des relations sexuelles avec lui.

### Procès et condamnation
Le procès de Keith Raniere débute le 7 mai 2019 à New York, devant le tribunal fédéral de Brooklyn,. Les cinq femmes inculpées dans cette affaire — Nancy Salzman, Lauren Salzman, Clare Bronfman, Allison Mack et Kathy Russell — ont plaidé coupable afin d'obtenir des peines réduites, laissant Raniere seul face aux accusations,,.
Dans leurs déclarations liminaires, les procureurs affirment que l'accusé n'est pas un mentor mais un « prédateur » et un « escroc » qui ciblait les personnes cherchant à améliorer leur vie,. Marc Agnifilo, avocat de Keith Raniere, insiste quant à lui sur le consentement présumé des victimes, déclarant notamment : « C'est une chose pour laquelle ces gens ont souscrit. »,. 
Parmi les témoins à charge figurent Lauren Salzman, le réalisateur Mark Vicente, les victimes « Sylvie », « Daniela », « Jay » et « Nicole », ainsi que l'expert en sectes Rick Alan Ross,,,. La défense ne présente aucun témoin.  
Le témoignage de Daniela détaille l’emprise psychologique et physique exercée par Raniere sur elle et ses sœurs, évoquant notamment un avortement subi en 2006 ainsi que sa captivité entre mars 2010 et février 2012,,. Bien que Camila n’ait pas pris la parole lors du procès, elle se présente à l’audience de détermination de la peine, confirmant les abus sexuels dont elle a été victime,. Des échanges de messages textes sont présentés à la Cour, ainsi que des photographies sexuellement explicites, prises en 2005 par Raniere alors que Camila était âgée de 15 ans,. 
Lors de son réquisitoire, la procureure adjointe Moira Penza appuie les accusations concernant l'utilisation des éléments bancaires d'un membre décédé de NXIVM pour des achats de plusieurs milliers de dollars, le piratage des comptes de messagerie des « ennemis » de NXIVM et l'exploitation sexuelle de plusieurs femmes. Elle soutient que l’organisation fondée par Raniere était en réalité une secte sexuelle dissimulée, décrivant l'accusé comme un « chef de réseau criminel sans limites ni contre-pouvoirs »,. 
À l’inverse, Marc Agnifilo affirme que toutes les relations de Raniere étaient consensuelles, arguant qu'aucune garantie n'a été rendue publique et que les anciens membres du groupe n’ont pas été sanctionnés après leur départ. 
Le 19 juin 2019, Raniere est reconnu coupable des crimes fédéraux suivants : trafic sexuel, extorsion, association de malfaiteurs, menaces, usurpation d'identité, fraude électronique et détention d'images pédopornographiques,,. Le 27 octobre 2020, le juge Nicholas Garaufis le condamne à une peine de 120 ans de prison et une amende de 1,75 million de dollars,,.